# Pashokia rufa
Pashokia rufa – gatunek kosarza z podrzędu Laniatores i rodziny Assamiidae.

## Występowanie
Gatunek występuje w Birmie.